# Venantas Lašinis
Venantas Lašinis, né le 26 février 1997, est un coureur cycliste lituanien. Il a la particularité d'être champion national dans trois disciplines, à savoir en cyclo-cross, en cyclisme sur route et piste

## Biographie
À partir de 2016, Lašinis court pour diverses équipes continentales UCI, principalement originaires de pays baltes. Il obtient principalement ses succès au niveau national. Il décroche ses premiers titres nationaux en cyclisme sur piste en 2017. En 2020, il se classe troisième du championnat de Lituanie du contre-la-montre derrière Evaldas Šiškevičius et Gediminas Bagdonas. Il est également sélectionné pour représenter son pays aux championnats d'Europe de cyclisme sur route organisés à Plouay dans le Morbihan.
En 2022, il est champion de Lituanie sur route et en 2024, il remporté les deux titres sur route. Il est également champion de Lituanie de cyclo-cross en 2021 et 2023.
Au niveau international, ses meilleurs résultats sont la troisième place du Tour d'Iran - Azerbaïdjan en 2018 et la quatrième place à la Carpathian Couriers Race en 2019. Durant sa jeunesse, il a participé à plusieurs reprises aux championnats du monde et d'Europe, mais n'a réussi à obtenir aucun résultat notable.

## Palmarès sur route

### Par année
- 2015
  - 2e du championnat de Lituanie sur route juniors
- 2016
  - 3e du championnat de Lituanie du contre-la-montre espoirs
- 2017
  -  Champion de Lituanie du contre-la-montre espoirs
- 2018
  - 2e du championnat de Lituanie du contre-la-montre espoirs
  - 3e du Tour d'Iran - Azerbaïdjan
- 2019
  - 2e du championnat de Lituanie du contre-la-montre espoirs
  - 2e du championnat de Lituanie sur route espoirs
  - 3e du championnat de Lituanie sur route
- 2020
  - 2e du championnat de Lituanie sur route
  - 3e du championnat de Lituanie du contre-la-montre
- 2021
  - 3e du championnat de Lituanie du contre-la-montre
- 2022
  -  Champion de Lituanie sur route
  -  Champion de Lituanie du critérium
  - 3e du championnat de Lituanie du contre-la-montre
- 2023
  - 2e du championnat de Lituanie du contre-la-montre
  - 2e du championnat de Lituanie sur route
- 2024
  -  Champion de Lituanie sur route
  -  Champion de Lituanie du contre-la-montre

### Classements mondiaux
| Année                                 | 2016  | 2017  | 2018  | 2019 | 2020 | 2021  | 2022 | 2023 | 2024 |
| ------------------------------------- | ----- | ----- | ----- | ---- | ---- | ----- | ---- | ---- | ---- |
| Classement mondial                    | 2173e | 1483e | 774e  | 774e | 408e | 1042e | 468e | 689e | 710e |
| UCI Europe Tour                       | 1439e | 948e  | 1036e | 564e | 333e | 774e  | 374e | nc   | nc   |
| UCI Asia Tour                         | nc    | nc    | 130e  |      |      |       |      |      |      |
|                                       |       |       |       |      |      |       |      |      |      |
| Légende : nc = non classéSource : UCI |       |       |       |      |      |       |      |      |      |

## Palmarès sur piste

### Championnats de Lituanie
| - 2017 - Champion de Lituanie de poursuite - Champion de Lituanie de course aux points - 3e de la vitesse par équipes - 2018 - Champion de Lituanie de poursuite - Champion de Lituanie de scratch - 2e de la course aux points - 2019 - Champion de Lituanie de scratch - Champion de Lituanie de course aux points - 2e de l'omnium - 3e de la poursuite - 3e de course à l'élimination - 3e de la vitesse par équipes | - 2021 - Champion de Lituanie de poursuite par équipes - 2e du scratch - 3e de la vitesse par équipes - 2022 - 2e du kilomètre - 2e de la course à l'élimination - 2e de la poursuite par équipes - 2e du scratch - 3e de l'omnium - 3e de la course aux points |  |

## Palmarès en cyclo-cross
| - 2019-2020 - 2e du championnat de Lituanie de cyclo-cross - 2021-2022 - Champion de Lituanie de cyclo-cross - 2022-2023 - Champion de Lituanie de cyclo-cross | - 2023-2024 - Champion de Lituanie de cyclo-cross - 2024-2025 - Champion de Lituanie de cyclo-cross |  |